# Oecetis arawana
Oecetis arawana là một loài Trichoptera trong họ Leptoceridae. Chúng phân bố ở miền Australasia.